# Dookie
Dookie je tretji studijski album ameriške punk rock skupine Green Day, ki je izšel leta 1994 pri založbi Reprise Records. Velja za največjo uspešnico Green Day, do leta 2014 prodane v več kot 20 milijonih izvodov, ki je skupini prinesel mednarodno slavo.

## Nastanek
Skupina je po uspehu underground albuma Kerplunk pritegnila pozornost velikih založb, čemur je sledil podpis pogodbe z Reprise Records, temu pa zamera takratnih oboževalcev, ker da so se prodali. Prepričal jih je predstavnik založbe Rob Cavallo, ki je že sodeloval z njihovimi kolegi v skupini The Muffs in je tudi za Dookie prevzel vlogo producenta.
Naslov je skrajšana različica fraze Liquid Dookie, s čimer so člani skupine označevali drisko, ki so jo pogosto dobili, ko so jedli pokvarjeno hrano na turnejah.

## Seznam skladb
Vsa besedila je napisal Billie Joe Armstrong, razen kjer je posebej označeno. Glasbo so ustvarili vsi člani skupine.
| Prva stran | Prva stran                                                 | Prva stran |
| Št.        | Naslov                                                     | Dolžina    |
| ---------- | ---------------------------------------------------------- | ---------- |
| 1.         | „Burnout‟                                                  | 2:07       |
| 2.         | „Having a Blast‟                                           | 2:44       |
| 3.         | „Chump‟                                                    | 2:54       |
| 4.         | „Longview‟                                                 | 3:59       |
| 5.         | „Welcome to Paradise‟ (z albuma Kerplunk, posneta na novo) | 3:44       |
| 6.         | „Pulling Teeth‟                                            | 2:31       |
| 7.         | „Basket Case‟                                              | 3:01       |

| Druga stran     | Druga stran | Druga stran |
| Št.             | Naslov | Dolžina     |
| --------------- | --- | ----------- |
| 8.              | „She‟ | 2:14        |
| 9.              | „Sassafras Roots‟ | 2:37        |
| 10.             | „When I Come Around‟                                                                                                 | 2:58        |
| 11.             | „Coming Clean‟ | 1:34        |
| 12.             | „Emenius Sleepus‟ (avtor besedila Mike Dirnt)                                                                        | 1:43        |
| 13.             | „In the End‟ | 1:46        |
| 14.             | „F.O.D.‟ (skladba se konča pri 2:50, ob 4:07 ji sledi skrita skladba »All by Myself« avtorja in izvajalca Tré Coola) | 5:46        |
| Skupna dolžina: | Skupna dolžina: | 39:38       |

## Odziv
Album je izšel v obdobju zatona grungea in velja za izdajo, ki je utemeljila bolj zabavljaško in lahkotnejšo pop punk sceno devetdesetih let oz. povzdignila punk rock v mainstream, vzporedno z albumom Smash skupine The Offspring, ki je izšel nekaj mesecev kasneje. Hkrati je takojšen uspeh albuma Dookie – do junija 1994, ko so se vrnili s promocijske turneje, je bilo prodanih 250.000 izvodov, v prvem letu po izdaji pa približno štirje milijoni – pomenil prelomnico v delovanju skupine, ki ji je obstoječa baza poslušalcev obrnila hrbet. Na valu mainstream pozornosti so nato jezdile skupine, kot so Blink-182, Rancid, Fall Out Boy, Panic! at the Disco in druge, do zatona pop punka v začetku 21. stoletja.
Melodične skladbe in obešenjaški humor v besedilih so skupini prinesle tudi kritiški uspeh. Z albuma je v obliki singlov izšlo pet uspešnic: »Longview«, »When I Come Around«, »Basket Case«, »Welcome to Paradise« in »She«. Skupini je leta 1995 prinesel grammyja za najboljši alternativni album, kasneje pa so ga uredniki revije Rolling Stone uvrstili na 193. mesto svojega seznama petstotih najboljših albumov vseh časov.